# 엄준기
엄준기(1989년 11월 18일 ~ )은 대한민국의 배우이다.

## 드라마
- 2021년 SBS 금토 미니시리즈 《모범택시》
- 2021년 NETFILX 오리지널 드라마 《D.P.》
- 2024년 MBC 금토 미니시리즈 《수사반장 1958》 ... 성칠 역

## 영화
- 2016년 영화 《장롱면허》
- 2017년 영화 《직무유기》
- 2018년 영화 《편의점에서 공놀이 금지》 ... 연석 역
- 2018년 영화 《청소부》
- 2019년 영화 《대리》
- 2020년 영화 《루즈》
- 2021년 영화 《비밀의 정원》 ... 단역 - 기영 역
- 2021년 영화 《돌림총》 ... 주연 - 민현규 역
- 2021년 영화 《우린 동산에서 왔어》 ... 주빈 역
- 2021년 영화 《총성이 들리면》 ... 승수 역
- 2021년 영화 《운칠기삼》 ... 김성우 역
- 2021년 영화 《점》 ... 성운 역
- 2022년 영화 《늑대사냥》 ... 조연 - 홍진성 형사 역